# Jean Dieu
Pour les articles homonymes, voir Dieu (homonymie).
Jean Dieu est un orfèvre et horloger breton dont les dates d'exercice connues sont entre décembre 1432 et mars 1433, probablement à Tréguier où il réalise des travaux dans la cathédrale. Son poinçon, identifié par René Couffon, est composé d'un « I » et d'un « D » en caractères gothiques, couronnés. 
Il est connu pour avoir réalisé le buste reliquaire de saint Hernin, décrit comme étant un des plus beaux exemples d'orfèvrerie bretonne de la fin du Moyen Âge.